# Moos, Lesna dolina
Moos je naselje občine Lesna dolina v okraju Šmohor na Koroškem v Avstriji.